# Léren
Léren – miejscowość i gmina we Francji, w regionie Nowa Akwitania, w departamencie Pireneje Atlantyckie.
Według danych na rok 1990 gminę zamieszkiwały 182 osoby, a gęstość zaludnienia wynosiła 40 osób/km² (wśród 2290 gmin Akwitanii Léren plasuje się na 995. miejscu pod względem liczby ludności, natomiast pod względem powierzchni na miejscu 1450.).